# Kazimierz Jelski
Kazimierz Jelski (1782, Hrodna, Bielorrússia - 1867, Vilnius) era um arquiteto e um escultor classicista polonês ativo em Lituânia.

## Biografia
Filho de Karol Jelski (escultor polonês, pintor e artista do estuque), Jelski nasceu em Ejsymonty, hoje Bielorrússia.

### Educação
Jelski estudou pintura com Laurynas Gucevičius e Franciszek Smuglewicz, e arquitetura com Michała Szulca na Universidade de Vilnius entre 1800 e 1808. A partir de 1809 estudou escultura com Andrzej Le Brun na Academia Imperial de Artes.

### Carreira
De 1811 a 1826, Jelski trabalhou como professor da Universidade de Vilnius, onde treinou muitos escultores de renome. Em 1833, tentou sem sucesso trabalhar como professor de escultura na Academia de Belas Artes de Jan Matejko e, em 1843, tentou montar sua própria escola de escultura em Vilnius. Jelski colaborou com muitos escultores famosos.
Algumas das suas principais obras incluem as figuras de gesso na Catedral de Vilnius, estátuas e baixos-relevos na Igreja Evangélica Reformada, quatro esculturas em St. Peter e St. Paul's Church, e numerosos monumentos em Vilnius e Trakai.  Jelski também é autor de um livro: A união de arquitetura, escultura e pintura (1832).

### Morte
No final de sua vida, Jelski foi forçado a arrumar cozinhas inglesas e construir moinhos a vapor nas fazendas. Ele realizou principalmente esculturas clássicas, monumentos religiosos, bustos e medalhões que exibiram retratos de pessoas famosas da cultura polonesa e figuras históricas. Jelski morreu em março de 1867 em Vilnius.